# Schloss Grafenwiesen

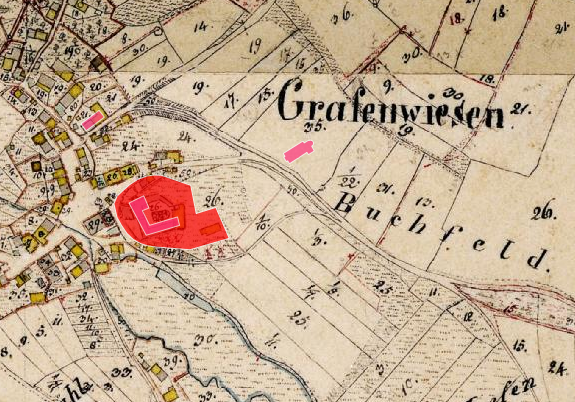
Lageplan von Schloss Grafenwiesen auf dem Urkataster von Bayern

Das nur mehr in Resten vorhandene, aber dennoch denkmalgeschützte Schloss Grafenwiesen befindet sich in der gleichnamigen Oberpfälzer Gemeinde Grafenwiesen im Landkreis Cham von Bayern (Schloßweg 1). Das Schloss steht östlich des Dorfkerns auf einem Ausläufer des Kaitersberges. Die Anlage ist unter der Aktennummer D-3-72-130-2 als denkmalgeschütztes Baudenkmal von Grafenwiesen verzeichnet. Ebenso wird sie als Bodendenkmal unter der Aktennummer D-3-6743-0039 im Bayernatlas als „archäologische Befunde im Bereich des ehem. Schlosses Grafenwiesen, zuvor mittelalterliche Burg“ geführt.

## Geschichte
Seit dem ausgehenden 12. Jahrhundert sind hier Ministeriale der Grafen von Bogen und der Markgrafen von Cham bekannt, die sich nach Grafenwiesen (de Kravewissen) nennen. Der erste wird in einer Reichenbacher Tradition, die zwischen 1176 und 1183 zu datieren ist, als Sigifridus de Grauenwise benannt. Sein möglicher Bruder Adilpertus de Grauenwise wird zwischen 1178 und 1204 mehrmals als Zeuge bei Güterübertragungen an das Kloster genannt. 1209 ist Albert von Grafenwiesen Zeuge einer Schenkung an das Kloster Niederaltaich. Ab 1217 ist Sigfrid II. von Grafenwiesen nachweisbar. 1224 ist der zu Vermögen gekommene Grafenwiesener Zeuge der Übertragung der Kötztinger Kirche an das Kloster Rott. Sein ältester Sohn ist Siegfried III. der 1270 wegen der Vogtei über Weißenregen schlichtete. In der Urkunde sind auch noch die Brüder Otto, Konrad und Walter von Grafenwiesen genannt, die vermutlich einem anderen Familienzweig angehörten. Die mutmaßliche Witwe des Siegfried III. ist 1311 im zweiten Urbar des Viztumamtes Straubing erwähnt. Ein Ott von Grafenwiesen (1319) und ein in bischöflichen Diensten stehende Chunrat der Grauenwisaer (1330) sind bereits von Grafenwiesen ausgewandert. In der Folge treten die Grafenwiesener häufig im Zusammenhang mit dem Kloster Rott auf. 1373 treten Nycls und Hiltprant die Grafenwisner als Geldgeber für dieses Kloster auf.
Nach dem Tod des kinderlos gebliebenen Mathes Grafenwieser (um 1400) ist der Besitz an die Hohenwarther gefallen. 1402 werden erstmals die Hohenwarther als Inhaber von Grafenwiesen genannt. Die Hofmark ist ein Lehen des Klosters Rott. 1414 gibt der dortige Abt die vest gehayssen Grauenwisen der Elpet Hohenwartherin als Lehen. Bei einem Rechtsstreit 1455 werden die Familienverhältnisse wie folgt dargestellt: Es seien die drei Geschwister Wilhelm, Friedrich und Kunigund vorhanden gewesen. Letztere hat den Hans Pock zu Wetzelsdorf geheiratet. Wilhelm hat seinem Sohn Hans Grafenwiesen vererbt; dieser habe eine Tochter Walburg gehabt, die unverheiratet verstorben sei. Kunigund hat zwei Söhne hinterlassen, von denen der eine Sohn Hermann als Priester verstorben sei und der zweite Paul geheißen habe. Dieser habe den Sohn Augustin Pock gezeugt, der als rechter gesytter natürlicher mändlicher erb zu Grafenbysen zu gelten habe. 1475 bekennt Augustin Pock, Landrichter in Viechtach, er habe Grafenwiesen aus der Versetzung der Hohenwarther an den Pewtner wieder eingelöst. Am 5. Februar 1500 ergeht ein Schiedsspruch in dem Erbschaftsstreit zwischen Stefan Widemann, Landrichter zu Kötzting, sowie seiner Hausfrau Anna, Witwe des verstorbenen Augustin Pock, auf der einen und Hans Poißl zu Loifling sowie seiner Ehefrau Ursula, Tochter des Augustin Pock, andererseits. Danach können Hans Poißl und seine Ehefrau den Sitz Grafenwiesen behalten, müssen aber an den Widemann eine Summe Geldes ausbezahlen. Seit 1539 ist Georg Poyßl Inhaber der Hofmark.
Die Vormünder der Poißlschen Erben verkaufen 1573 Schloss, Burgstall, Kapelle und Hofmark Grafenwiesen an Ambros Karl, Pfleger zu Kötzting. Von dem geht auf dem Kaufweg 1584 der Besitz an Hans Andreas von der Warth über. Dieser verkauft 1598 die Hofmark an Augustin Ecker von Lichteneck. 1610 gelangt Grafenwiesen an den Mathias Rosenhammer, Hauptmann vor dem Wald und Pfleger zu Kötzting. Spätestes von ihm wurde 1624 in Grafenwiesen eine Braustätte eingerichtet, über die er mit Kötzting in einen Streit geriet. In dessen Zeit fällt die Erbauung der Schlosskapelle Zur heiligen Dreifaltigkeit, die bis zur Errichtung der heutigen Pfarrkirche als Gotteshaus diente. Die ehemalige Schlosskapelle wurde in den Jahren 1925/26 abgebrochen, archäologische Untersuchungen haben dabei ergeben, dass hier ein Vorgängerbau um das Jahr 1200 gestanden hat.
Dann geht das im Dreißigjährigen Krieg verwüstete Schloss an seine Enkelin Ursula Regina von Leiblfing über. Diese ist um 1645 in erster Ehe mit Hans Georg Sinzl verheiratet und in zweiter Ehe mit Johann Freiherr Reittorner von Schöllnach auf Hohenwarth (dieser wird 1653 mit Schloss und Hofmark belehnt). Diesem folgt sein Schwiegersohn Wolf Heinrich Gemel auf Grafenwiesen nach. 1691 tritt Johann Walser von Syrenburg die Besitznachfolge an. Der verkauft Grafenwiesen am 17. März 1702 an das Kloster Rott, von dem er es als Erblehen erhalten hatte. Im Besitz des Klosters ist Grafenwiesen bis zur Säkularisation geblieben. Das neue Wappen von Grafenwiesen entspricht dem Wappen des Abtes Aemilian Oettinger, der von 1698 bis 1728 das Kloster Rott am Inn leitete und die Hofmark Grafenwiesen für das Kloster erwarb.
Das alte Schloss befindet sich heute in Besitz der Familie Graßl; bis zum Jahr 1959 war hier eine Brauerei untergebracht.

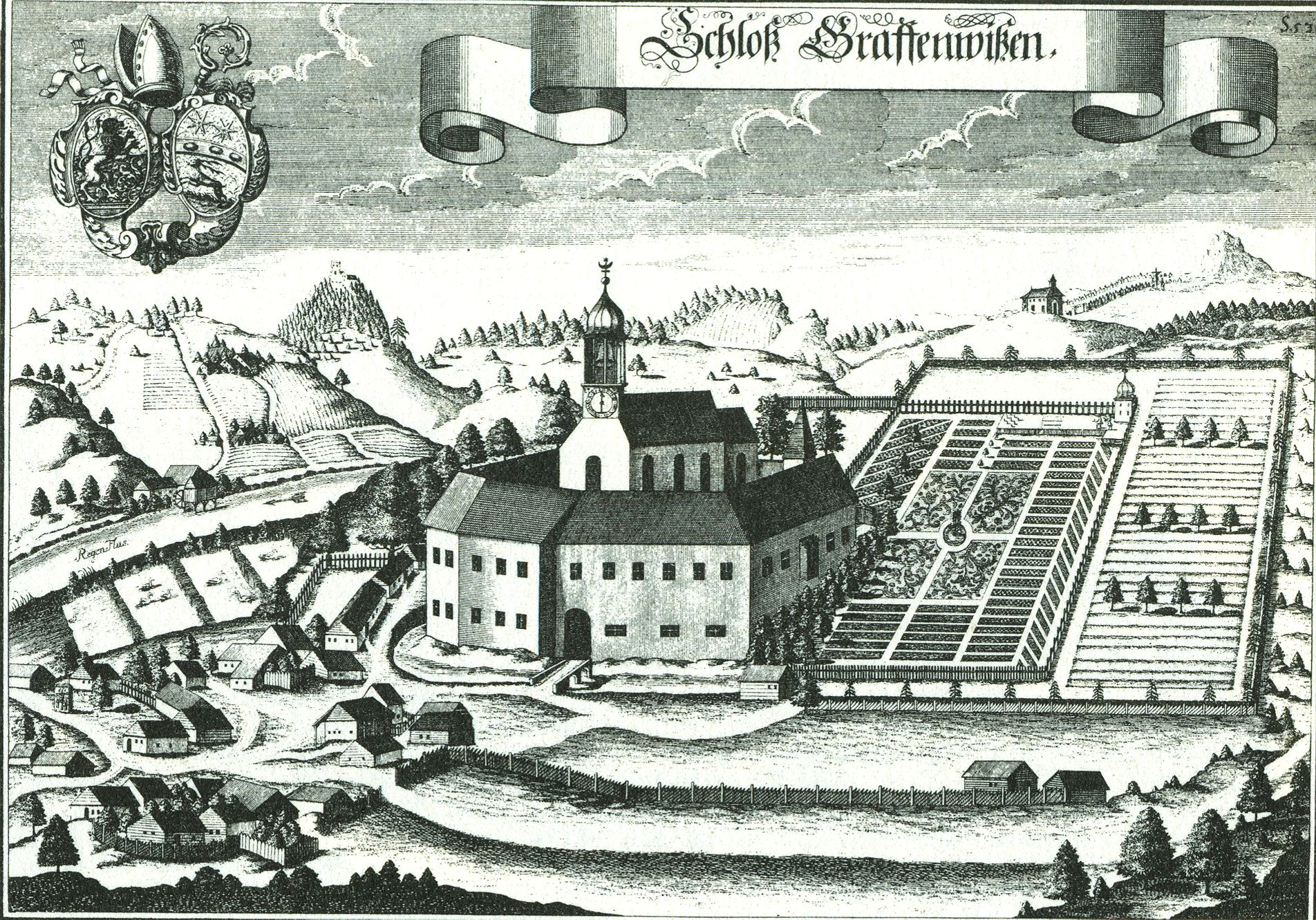
Schloss Grafenwiesen nach einem Stich von Michael Wening von 1721

## Schloss Grafenwiesen einst und jetzt
Die Burg stammt ursprünglich vermutlich aus dem 12. Jahrhundert. Im 14. Jahrhundert scheint sie zerstört und nur provisorisch aufgebaut worden zu sein. Nach 1568 ist hier das neue Schloss erbaut worden. Auch nach den Verwüstungen des Dreißigjährigen Krieges wurde das Schloss wieder aufgebaut. 1737 wird die Anlage wie folgt beschrieben: gemauertes Schloß, 3 Gaden hoch mit einem aufgeworfenen Graben, vorher mit Wasser umfangen, im Hof ein alter ummauerter Burgstall, in welchem eine Kapelle.
Nach dem Stich von Michael Wening von 1721 war Schloss Grafenwiesen eine dreiflügelige, abgewinkelte und zweigeschossige Anlage. In der Mitte des Schlosshofes ist die Schlosskapelle mit einem Zwiebelturm zu sehen. Neben dem Schloss breitet sich südöstlich ein eingezäunter Ziergarten aus. Vor dem Schloss ist ein wassergefüllter Graben, über den eine kleine Brücke zu dem Schlossgebäude führt. Die Hauptteile der alten Schlossanlage stammten aus den Jahren 1612 bis 1620. Mitten im Schlosshof befand sich die (1923 abgebrochene) romanische Schlosskapelle mit einer Rokokoeinrichtung aus der Zeit um 1760. Das 1617 gestiftete große Kruzifix hängt noch heute in der Kirche von Grafenwiesen. Heute ist die Anlage in einem kaum mehr erkennbaren Zustand.
Von der einstigen Dreiflügelanlage (unerklärlicherweise wird des Öfteren von einer Vierflügelanlage gesprochen) sind nur mehr Reste des Südflügels und des zweigeschossigen Westflügels mit einem Stumpf des Nordflügels erhalten. Der Südflügel wurde bei einem Brauereiausbau 1941 aufgestockt. An der Stelle der früheren Nebengebäude und der Hofmauer ist heute eine öde Parkplatzwüste entstanden.